# Andrzej Franczyk
Andrzej Franczyk (ur. w 31 marca 1959 w Krakowie) – polski aktor teatralny i filmowy.

## Życiorys
W 1983 roku ukończył studia na PWST w Krakowie. Pracował w teatrach:
- 1983–1984 – Teatr Polski w Szczecinie
- 1984–1985 – Teatr Współczesny w Szczecinie

Od 1985 roku występuje na deskach krakowskiego Teatru Ludowego.

## Filmografia
- 1994: Śmierć jak kromka chleba
- 2000: Duże zwierzę jako urzędnik wydziału finansowego
- 2002: Anioł w Krakowie jako Zdzisław Talarek
- 2003: Pogoda na jutro jako mężczyzna rzucający jajkiem w samochód Cichockiego
- 2007: Ekipa jako Zbigniew Kolasa
- 2007: Korowód jako mężczyzna na dworcu
- 2007: Glina jako Witold Auguścik (odc. 16)
- 2008: Jak żyć? jako wujek Tomek
- 2010: Ratownicy jako Walerian Burza, pilot śmigłowca GPR
- 2010: Chrzest jako ojciec Michała
- 2010: Lincz jako komendant w Doromościu
- 2013: Głęboka woda jako dyrektor sanatorium (odc. 22)
- 2013: Jutro cię usłyszę jako ojciec
- 2014: Prawo Agaty jako Rokowisz (odc. 78)
- 2019: Boże Ciało jako strażnik
- 2021: Swoboda jako śledczy[1]

## Nagrody
- 1998 – Wyróżnienie za rolę Forda w Wesołych kumoszkach z Windsoru w III Ogólnopolskim Konkursie na Inscenizację Dzieł Dramatycznych Szekspira
- 2005 – Nagroda za rolę Zeflika w przedstawieniu Mąż mojej żony na IX Festiwalu Komedii TALIA w Tarnowie